# ガリー・パリスター
ガリー・アンドリュー・パリスター（Gary Andrew Pallister OBE、1965年6月30日 - ）は、イギリス（イングランド）・ケント州ラムズゲート出身の元サッカー選手。ポジションはセンターバック。スティーヴ・ブルースと最終ラインでコンビを組みマンチェスター・ユナイテッドで一時代を築いた。イングランド代表としては22試合に出場している。

## 経歴
パリスターのキャリアはノンリーグのビリング・タウンで始まったが、19歳の時に少年時代の憧れのクラブであるミドルズブラに加入した。ミドルズブラでは5シーズン近く所属し156試合に出場し、1985年にはレンタル移籍で加入したダーリントンで7試合に出場している。1989年8月29日に当時の英国記録となる移籍金230万ポンドでマンチェスター・ユナイテッドへ移籍した。トップリーグにデビューする前に既に代表デビューも果たしており、イングランド国内では高い評価を得ていた。
マンチェスター・ユナイテッドでは、スティーヴ・ブルースとクラブ史上最高とも言われるパートナーシップを形成し、1992-93シーズンにはクラブ史上初のプレミアリーグのタイトル獲得に多大な貢献をした。そのシーズンの最後のホームゲームであるブラックバーン戦では、「優勝も既に決まっていたし、彼に蹴らせてあげようとみんなで決めた」と言うフリーキックを決め、シーズン初ゴールを記録している。
パリスターにとってのユナイテッドでの最後のシーズンは、アーセナルに1ポイント届かず、2位でシーズンを終えた。
マンチェスター・ユナイテッド在籍中には、3度のFAカップ優勝（1990、94、96年）、1991年のUEFAカップウィナーズカップ、1992年のフットボールリーグカップ、1993、94、96、97と4度のリーグタイトルを獲得している。パリスターが獲得したタイトルはすべて、ファーガソン監督の下で得たものである。
ミドルズブラへ戻ってから（最後にユナイテッドでパートナーを組んだのはヤープ・スタムである）は、55試合に出場し1ゴール、FAカップには2試合、リーグカップの試合には4試合出場している。
彼の最後のシーズンである2000-01シーズンはクラブは14位でシーズンを終えた。
引退後はテレビで解説者を務めている。

## 獲得タイトル
クラブ
- プレミアリーグ：1992-93、1993-94、1995-96、1996-97
- FAカップ：1990、1994、1996年
- フットボールリーグカップ：1992年
- FAコミュニティーシールド：1990、1993、1994、1996、1997年
- UEFAカップウィナーズカップ：1991年
- UEFAスーパーカップ：1991年